# Nikita Balašov
Nikita Aleksandrovič Balašov (in russo Никита Александрович Балашов?; Mosca, 19 giugno 1991) è un cestista russo.

## Carriera
Con la Russia universitaria ha partecipato alle Universiadi di Kazan' 2013.

## Palmarès
- Coppa di Russia: 2

Krasnye Kryl'ja Samara: 2011-12, 2012-13
- EuroChallenge: 1

Krasnye Kryl'ja Samara: 2012-13
- Lega Baltica: 1

Pieno žvaigždės: 2017-18